# Hemistylus boehmerioides
Hemistylus boehmerioides är en nässelväxtart som beskrevs av George Bentham. Hemistylus boehmerioides ingår i släktet Hemistylus och familjen nässelväxter. Inga underarter finns listade i Catalogue of Life.